# Vance Law
Vance Aaron Law, Spitzname Long arm of the Law, (* 1. Oktober 1956 in Boise, Idaho) ist ein ehemaliger US-amerikanischer Baseballspieler in der Major League Baseball (MLB) auf der Position des Second und Third Basemans. Er spielte während seiner Karriere bei verschiedenen Franchises in den Vereinigten Staaten, sowie 1990 in Japan bei den Chūnichi Dragons. 1988 wurde er in das All-Star-Team gewählt. Nach seiner aktiven Karriere war Law Head Coach des Baseballteams an der Brigham Young University (BYU).
Laws Vater Vernon spielte ebenfalls in der MLB. Sein Sohn Adam spielte in den Minor Leagues.

## Werdegang
Law spielte an der Brigham Young University College Baseball. 1978 wurde er in der 39. Runde von den Pittsburgh Pirates, demselben Team für das sein Vater 16 Jahre lang unter Vertrag stand, gedraftet.
Seine ersten Erfahrungen im professionellen Baseball machte Law 1978 im Alter von 21 Jahren bei den Salem Pirates in der Carolina League. In dieser Saison absolvierte er 60 Spiele und hatte einen Schlagdurchschnitt von .319. Damit war er zweitbester Schlagmann seiner Mannschaft. Ein Jahr später spielte Law in der Triple-A bei den Portland Beavers der Pacific Coast League (PCL). Am 1. Juni 1980 debütierte Law für die Pittsburgh Pirates in der MLB gegen die New York Mets. Das Spiel gewannen die Pirates mit 13–3 und Law hatte einen Hit in diesem Spiel. Nach der Saison 1981 tauschten die Pirates ihn und Ernie Camacho für den Pitcher Ross Baumgarten und Butch Edge zu den Chicago White Sox. Er spielte die nächsten drei Jahre bei den White Sox und wurde deren Second Baseman. Für die White Sox machte er über 350 Spiele und hatte über die drei Jahre einen Schlagdurchschnitt von .260. Am 7. Dezember 1984 tauschten ihn die White Sox für Bob James zu den Montreal Expos. Die Expos verlängerten seinen Vertrag nicht und Law wurde somit 1987 Free Agent. 1988 unterzeichnete er einen Vertrag bei den Chicago Cubs. Die Saison 1988 sollte die erfolgreichste in Laws Karriere werden. Er hatte in dieser Spielzeit einen Schlagdurchschnitt von .293 in 151 Spielen. Des Weiteren wurde in das All-Star-Team der National League gewählt. Nach einem weiteren Jahr in Chicago entließen die Cubs ihn und Law wechselte für ein Jahr zu den Chūnichi Dragons nach Japan. 1991 sollte sein letztes Jahr als Profi werden. In dieser Saison spielte er für die Oakland Athletics und lief 74 Mal für das Franchise auf. Am 6. Oktober 1991 machte Law im Alter von 35 Jahren sein letztes Spiel als Baseballprofi gegen die Texas Rangers. Das Spiel verloren die Athletics mit 2–4.
Von 2000 bis 2011 war Law der Head Coach des Baseballteams an der Brigham Young University.